# Federación Rusa de Rugby
La Federación Rusa de Rugby (en ruso: Федерации регби России) es la asociación reguladora del rugby en ese país con sede en Moscú.

## Reseña
Como antecesora de la FRR, en 1936 se funda la Unión de Rugby de la Unión Soviética, ésta se afilia en 1975 a la Fédération Internationale de Rugby Amateur (hoy Rugby Europe) y en 1990 a la International Rugby Football Board (hoy World Rugby).
Con la disolución de la Unión Soviética se crearon entidades nacionales independientes y la unión pasó a regular la disciplina sólo en Rusia, como tal, organizó en el 2010 la 3º. edición del mundial juvenil de segundo nivel y tres años más tarde la Copa del Mundo de Rugby 7 de 2013 de selecciones masculinas y femeninas.
En el 2022, la World Rugby suspendió a la unión debido a la invasión rusa a Ucrania de ese año.